# Église de l'Assomption-de-Marie d'Abriès-Ristolas
L'église de l'Assomption-de-Marie est une église catholique française, située à Abriès-Ristolas (Hautes-Alpes) dans le diocèse de Gap et d'Embrun.

## Historique et architecture
L'édifice actuel date de 1820 et a fait l’objet de plusieurs rénovations et réfections, notamment en 1825. Elle a été endommagée par une avalanche survenue en 1946.